# Sonogno
Sonogno es una comuna suiza del cantón del Tesino, localizada en el distrito de Locarno, círculo de Verzasca. Limita al norte con la comuna de Chironico, al este con Frasco, al sur con Cugnasco-Gerra y Brione (Verzasca), y al oeste con Lavizzara.